# Сатурнія Артеміди
Павиноочка Артеміда (лат. Actias artemis) — нічний метелик з монотипного роду з родини сатурнієвих (Saturniidae). Видова назва дана в честь Артеміди.
Вид зустрічається в Росії, а саме на півдні Амурської області і до Примор'я, зустрічається також на півдні Курильських островів, на Кунаширі, крім того зустрічається в Японії, Кореї, Китаї. Метелики мають одне покоління в рік, літають з червня по липень. Гусениці можна побачити в серпні-вересні. Спочатку вони виділяються серед листя своїм червоним кольором, проте потім стають зеленуватими, а на тілі у них з'являються червонуваті «бородавки». Гусениці облюбували листяні породи, а особливо монгольський дуб.

## Галерея

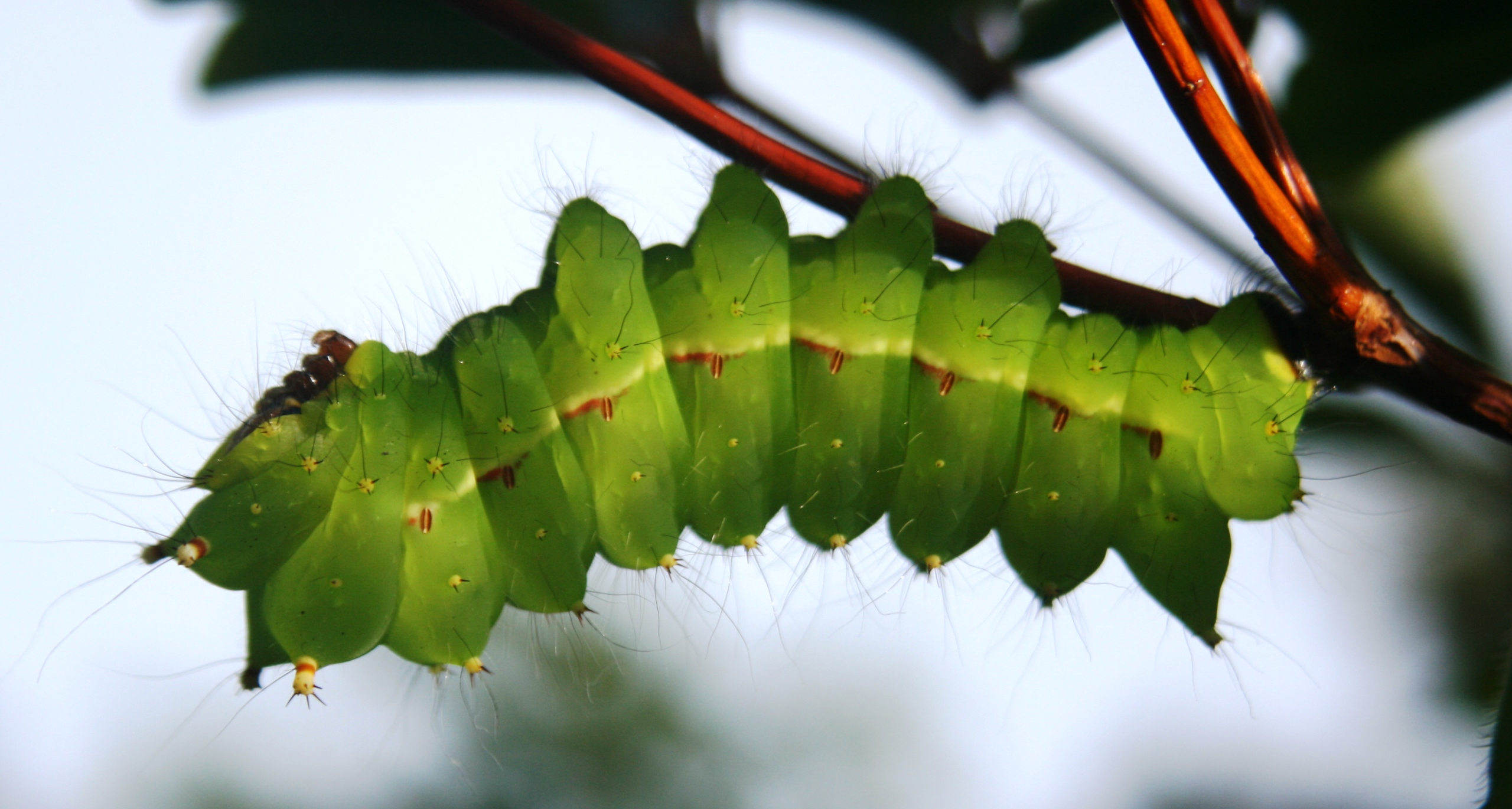
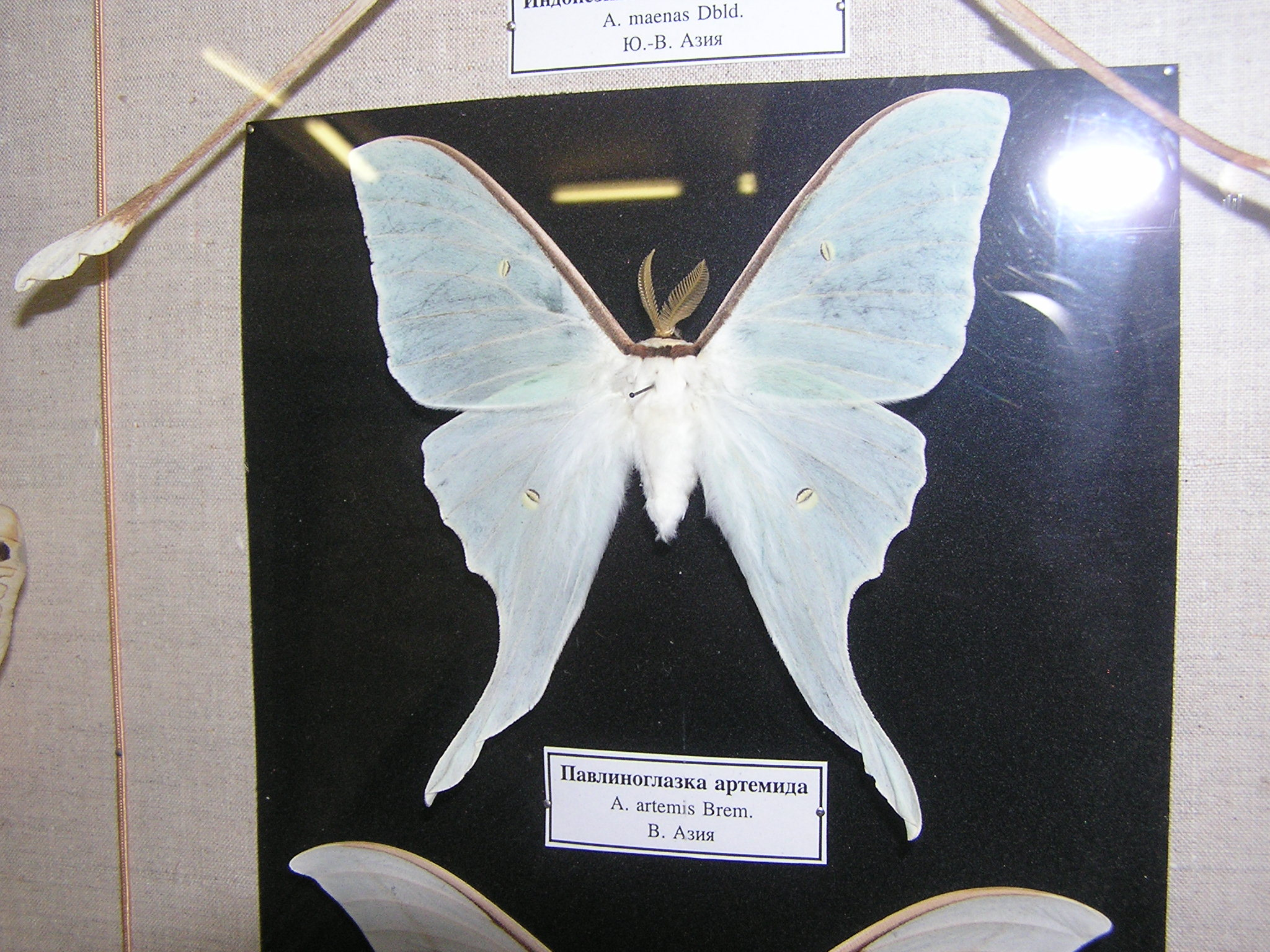
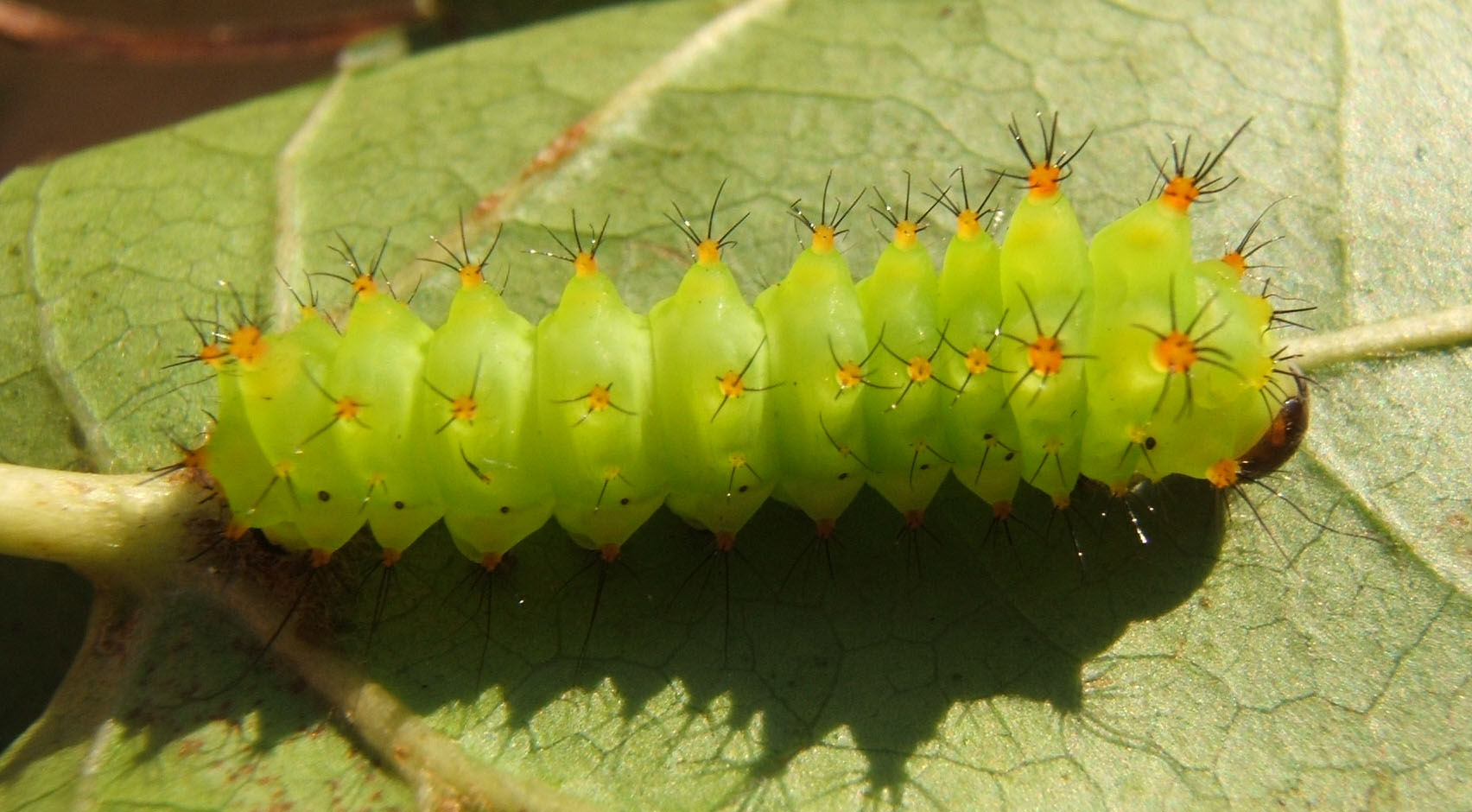
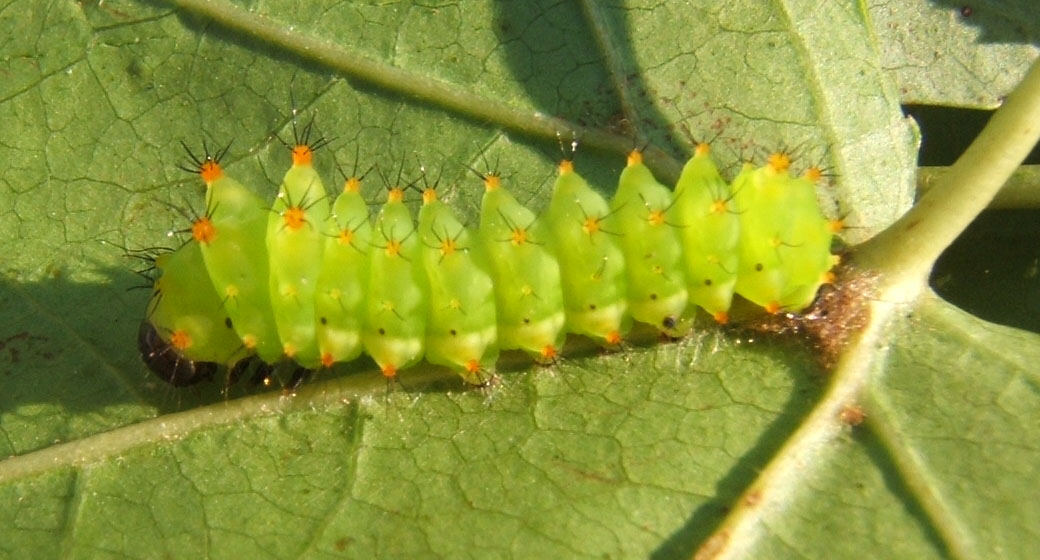
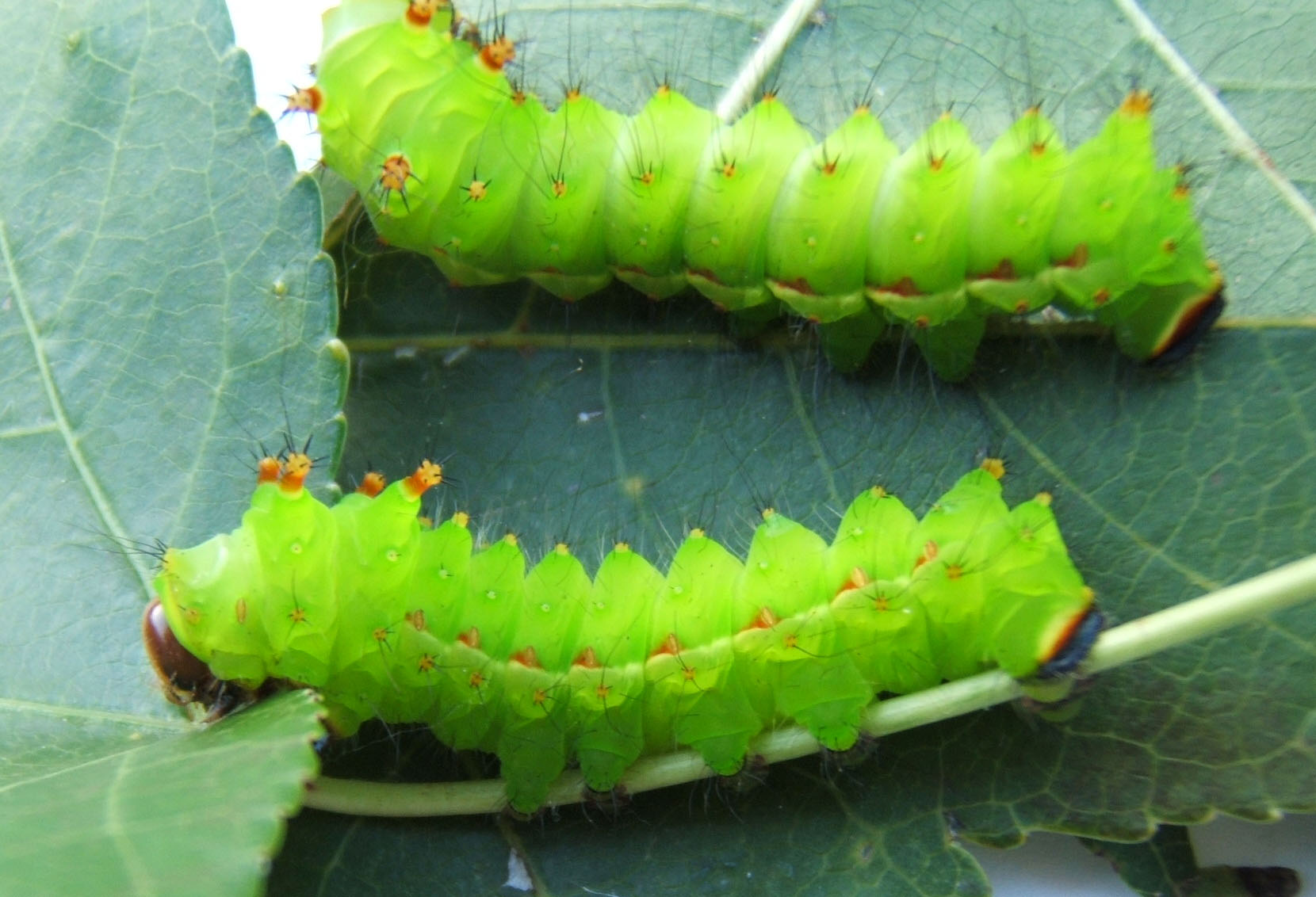
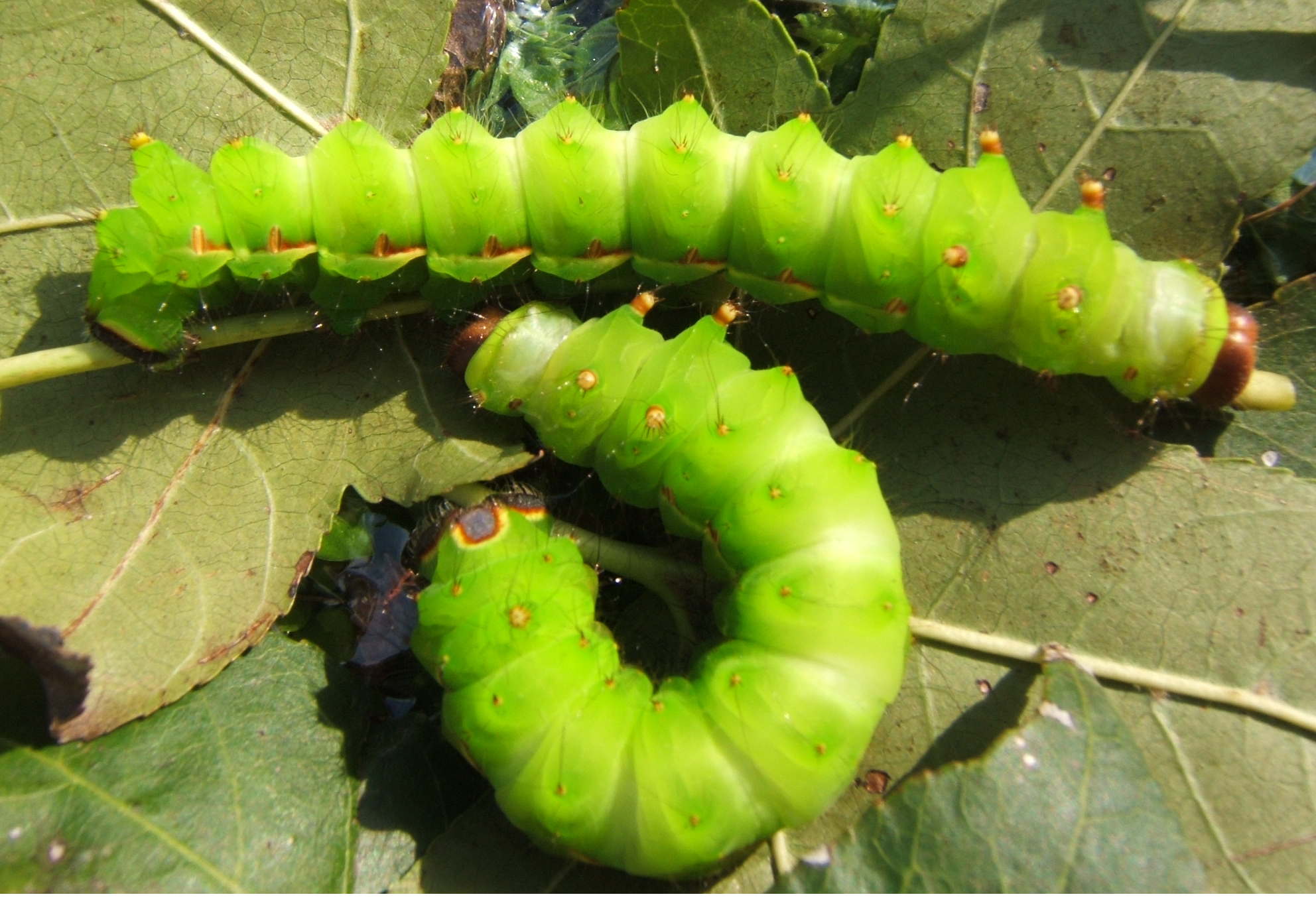
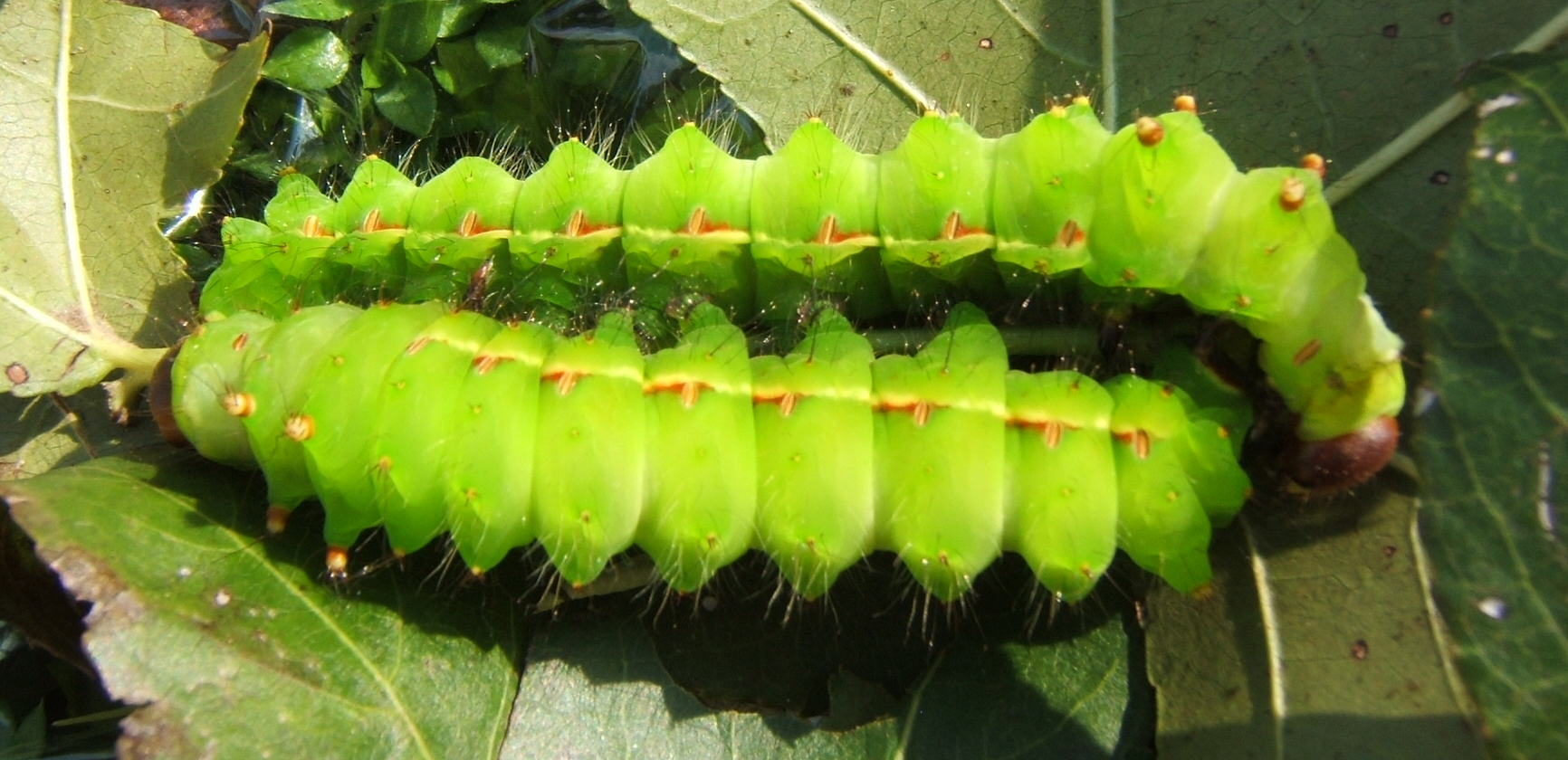
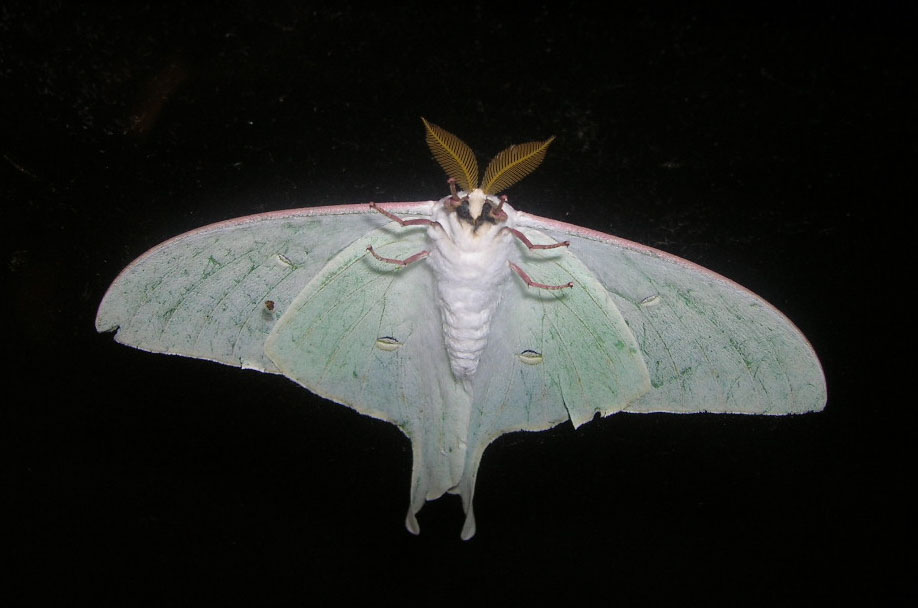
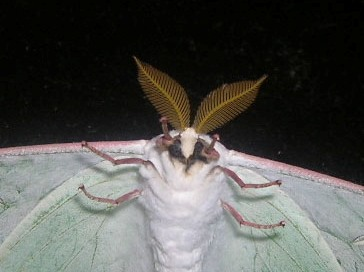
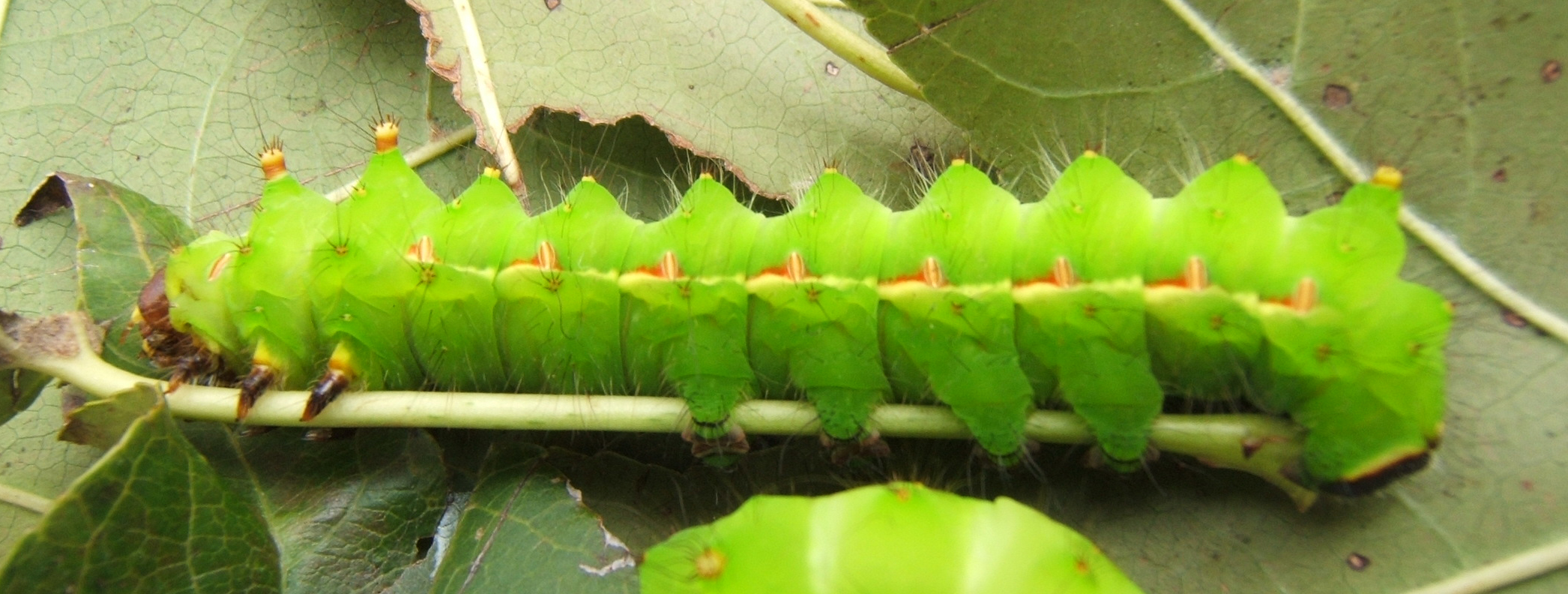

| Метелик | Це незавершена стаття з біології. Ви можете допомогти проєкту, виправивши або дописавши її. |